# Koraltrekanten
Koraltrekanten er et geografisk område rigt på koralarter i havet omkring og mellem Indonesien, Malaysia, Papua Ny Guinea, Filippinerne, Salomonøerne og Østtimor.
Det er det mest artsrige havområde på Jorden. Området har fået topprioritet som bevaringsværdigt af WWF Verdensnaturfonden.
Koraltrekanten dækker over 5,4 millioner kvadratkilometer med over 600 forskellige koralarter, svarende til mere end 75 % af alle kendte arter af koraller. Mere end 3.000 fiskearter lever i koraltrekanten inklusive hvalhajen, verdens største fisk, samt det levende fossil coelacanth.
- Table coral
- Pink soft coral
- Nembrotha kubaryana
- Juletræsorm (Spirobranchus giganteus)
- Papegøjefisk
- Solenostomus paradoxus
- Anemonefisk (Amphiprion ocellaris)
- Gymnothorax thrysoideus

6°S 140°Ø / 6°S 140°Ø